# Клавесин-1Р
«Клавесин-1Р» (МТ-2007) — серия российских автономных необитаемых подводных аппаратов, предшественник подводных аппаратов «Галтель» (МТ-2012), «Клавесин-2Р» и «Посейдон». Предназначен для проведения глубоководных исследовательских работ, таких как исследование морского дна хребта Ломоносова и хребта Менделеева. Внешне и по габаритам напоминает торпеду массой 2,5 тонны и длиной 5,8 метров. Всего построена серия из трёх действующих аппаратов, которые приняты на вооружение военно-морским флотом России и с конца 2000-х годов используются для спасательных, поисковых и исследовательских миссий.

## История
Был создан в 2000-х годах специалистами «Института проблем морских технологий дальневосточного отделения Российской Академии Наук». Заместителем главного конструктора был Николай Рылов[уточнить]. В 2005—2006 годах на Дальнем Востоке, в Японском море, Курило-Камчатском жёлобе, прошли ходовые испытания аппарата. Дальнейшие испытания проводились в арктических условиях Северного ледовитого океана.
Летом 2007 года подводный аппарат участвовал в научной экспедиции «Арктика-2007», посвящённой исследованиям хребта Ломоносова и хребта Менделеева и определению внешних границ континентального шельфа вдоль северного побережья России. Аппарат совершил восемь погружений, во время одного из них была достигнута глубина 6083 метров.

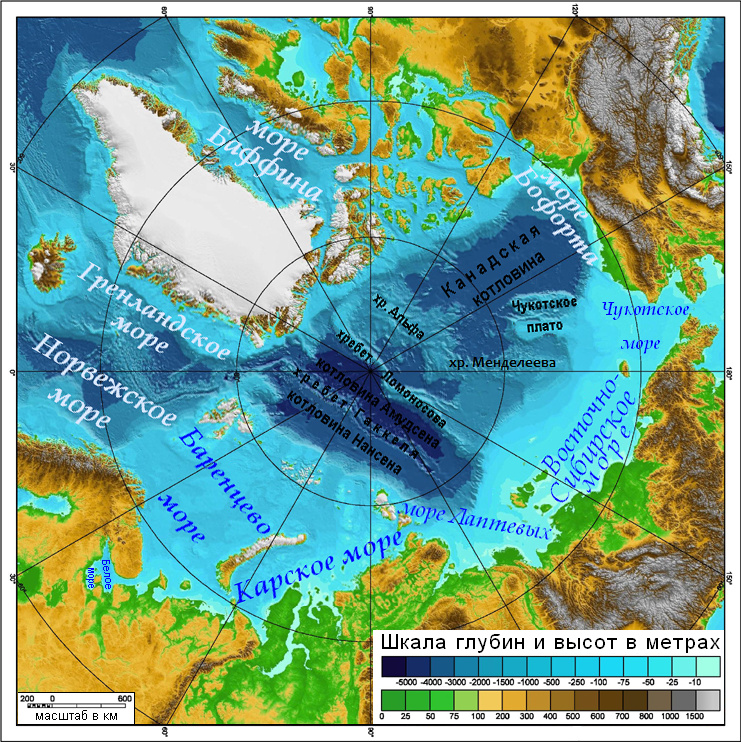
Хребет Ломоносова (в центре) и хребет Менделеева (правее) на батиметрической карте Арктики

Аппарат был доставлен к месту исследований атомным ледоколом «Россия», который на время пришлось переоборудовать в научно-исследовательское судно. «Клавесин-1Р» располагался на вертолётной площадке ледокола. С 10 по 13 августа. В течение подводных работ он удалялся от ледокола «Россия» на 15 километров и, несмотря на дрейф судна, успешно возвращался к нему. За двое суток работы подо льдом он выполнил гидроакустическую съёмку 50 квадратных километров хребта Ломоносова, дав исследователям точное представление о рельефе дна и характеристиках грунта.

В 2009 году в Охотском море «Клавесин-1Р» участвовал в поисках утерянного в 1987 году РИТЭГа. В ноябре 2009 года аппарат «Клавесин-1Р» применялся при обследовании Татарского пролива с целью поисков обломков потерпевшего крушение самолёта Ту-142. Аппарат обследовал более 1 млн км² морского дна, что позволило оперативно обнаружить и поднять чёрные ящики.
В 2021 году во Владивостоке проводились соревнования по морской робототехнике «Восточный бриз — 2021». В соревнованиях приняли участие 25 команд с 27 аппаратами. Состязания проходили с 20 по 25 сентября на базе водной станции спортивного центра морской и физической подготовки ФАУ МО РФ ЦСКА. В номинации «Автономные необитаемые подводные аппараты (АНПА)» первое место заняла команда ГУГИ МО РФ города Владивостока с аппаратом «Клавесин-1Р».

## Описание
Подводный аппарат массой 2,5 т, длиной 5,8 м, диаметром 0,9 м, по виду и форме напоминающий торпеду. Может погружаться на глубину до 6000 метров и преодолевать 300 км без подзарядки батареи. Оснащён электромагнитным искателем, цифровой видеокамерой, акустическим профилографом, датчиками температуры и электропроводности морской воды. Аппарат имеет X-образные кормовые рули, в качестве движителей используются четыре винторулевых колонки, расположенные между рулями.
Недостатками этого подводного аппарата считается низкая скорость, около 2,9 узла, недостаточная автономность и чёткость «картинки». «Клавесин-1Р» способен находиться под водой не менее 100 часов, производить акустическое профилирование грунта на глубину до 50 метров.
Специфической особенностью подводного аппарата является то, что маршрут его движения закладывается в бортовой компьютер, но он может сам поддерживать связь с судном-носителем. Основная задача — обследование большой акватории с помощью мощного гидролокатора бортового обзора. В разных режимах «Клавесин» может обследовать полосу шириной от 200 до 800 метров. Энергетическая установка позволяет аппарату автономно работать в течение двух суток.
Развитием проекта «Клавесин-1Р» стал проект «Клавесин-2Р-ПМ», разработанный ЦКБМТ «Рубин».